# Palaeothespis pallidus
Palaeothespis pallidus es una especie de mantis de la familia Thespidae.

## Introducción
El género Palaeothespis fue erigido por Tinkham (1937) y Palaeothespis oreophilus Tinkham, recogido desde Szetschwan, Tatsienlu (Kangding County, provincia de Sichuan, China), fue designado como el tipo de este género. Zhang (1987) describió la segunda especie, P. pallidus, de Lushui County, provincia de Yunnan, y Zhou y Shen (1992) describen la tercera especie, P. stictus, de Fengyang Reserva Natural Montaña, Condado de Longquan, provincia de Zhejiang. Las tres especies de este género se han descrito desde el Oriental región, China.
Palaeothespis habían sido colocados en la tribu Palaeothespini de la subfamilia Thespinae por Tinkham (1937) durante mucho tiempo, posteriormente se colocó en Miopteryginae subfamilia de la familia Mantidae por Wang (1993).
Recientemente, se coloca en la subfamilia Pseudomiopteriginae, familia Thespidae (Ehrmann 2002; Otte y Spearman 2005). De acuerdo con Ehrmann, también ponemos en el Pseudomiopteriginae, Thespidae.
Las características morfológicas notables de este género se pueden enumerar de la siguiente manera: cuerpo pequeño y delgado, la cabeza por poco transversal con jorobas post-oculares distintivos, ojos ovalados, prominentes. Antenas cortas en femenino, ya en el macho. Pronoto corto con expansiones supra-coxal bien definidos, superficie del pronoto suavizar en masculino, tubérculos densamente en el sexo femenino, los márgenes laterales con pequeños dentículos en masculino y fuertemente denticulados en el sexo femenino. Hombre de larga tegminas estrecho, que se extienden más allá de la punta del abdomen; ápteros femenino, almohadillas de ala fusionados a segmentos torácicos. Segmentos abdominales en masculino estrechas  con los lados laterales paralelas, mientras que amplio en femenino porción dorsal central de los segmentos 3 y 4 planteadas en un lóbulo erecto grande; segmentos 2 y 5 con lóbulos algo menores. -Fore fémures largos y delgados, con 4 espinas discoidales, 4 espinas externas y 13 espinas internas en masculino, 11 en femenino; tibias palestra con 4-7 espinas externas, 7-13 espinas internas. El número de espinas internas y externas pueden ser diferentes en los lados izquierdos y derechos de un individuo.

## Distribución geográfica
Se encuentra en China.